# 18555 Courant
18555 Courant è un asteroide della fascia principale. Scoperto nel 1997, presenta un'orbita caratterizzata da un semiasse maggiore pari a 2,8316530 UA e da un'eccentricità di 0,0370233, inclinata di 1,24845° rispetto all'eclittica.